# Veggerby Sport & Kultur
Veggerby Sport & Kultur er en dansk virksomhed drevet af den tidligere professionelle cykelrytter Jens Veggerby, der blandt andet har specialiseret sig i sponsorkontrakter, kulturevents, motionscykelløb og cykeltræningsprogrammer. Firmaet arrangeret blandt andet motionscykelløbene Ritter Classic, Danmarks ældste motionscykelløb Sjælsø Rundt og Danmarks længste motionscykelløb Aarhus-København.